# Jane Elizabeth Waterston
Jane Elizabeth Waterston, född 1843, död 1932, var en sydafrikansk läkare.
Hon blev 1880 den första kvinnliga läkaren i Sydafrika